# Вак-Чам-Кинич-Ханаб-Пакаль III
Вак-Чам-Кинич-Ханаб-Пакаль III («6 смерть-сияющий щит»; ? — ?), также известный как Ханаб-Пакаль III — последний известный правитель Баакульского царства со столицей в Лакам-Ха (Паленке) с 13 ноября 799 года.

## Биография
Вак-Чам-Кинич-Ханаб-Пакаль III является преемником Кинич-Кук-Балама II, воцарившись 13 ноября 799 года.
Основные биографические данные:
- 9.18.9.4.4. 7 K’an 17 Muwan (13 ноября 799).

Единственное упоминание о его существовании является надпись на глиняном горшке. Надпись описывает его восшествие на трон 9.18.9.4.4. 7 K’an 17 Muwan (13 ноября 799 года). Также это последняя известная дата произошедшая в Паленке (в то время город был в окончательном упадке).